# Brezovica (powiat Sabinov)
Brezovica – wieś (obec) na Słowacji, w kraju preszowskim w powiecie Sabinov. Pierwsze wzmianki o miejscowości pochodzą z roku 1317.
Według danych z dnia 31 grudnia 2010 wieś zamieszkiwało 1679 osób, w tym 831 kobiet i 848 mężczyzn.
W 2001 roku względem narodowości i przynależności etnicznej 99,53% populacji stanowili Słowacy, a pozostałą część Czesi, Polacy, Rusini i Ukraińcy. 96,32% spośród mieszkańców wyznawało rzymskokatolicyzm, 2,13% grekokatolicyzm, po 0,12% protestantyzm i prawosławie, 0,06% inne religie, 0,65% zaś nie wyznawało żadnej wiary. We wsi znajdowało się 469 domostw.